# Чемпионат Литвы по футболу 2009
А Лига 2009 (лит. A Lyga 2009) — 21-й сезон чемпионата Литвы по футболу со времени восстановления независимости Литвы в 1990 году. Он начался 4 апреля и закончился 31 октября 2009 года.
Количество клубов А Лиги по сравнению с прошлым сезоном не изменилось. По итогам предыдущего чемпионата «Шилуте» покинул элитный дивизион. «Жальгирис» из-за финансовых проблем был переведён в I лигу. «ФБК Каунас» и «Атлантас» отказались от участия в элитном дивизионе, а футбольная федерация лишила их мест в I лиге и перевела в третий по силе дивизион Литвы.
Чтобы состоялся полноценный чемпионат и федерация не лишилась мест в еврокубках, было решено пригласить в А Лигу 4 клуба из I лиги: Таурас (победитель) и 3 остальных для заполнить А Лиги (например, «Круоя» заняла лишь 10-е место). Чемпионат проходил в 4 круга по системе «каждый с каждым».
Чемпион получил право стартовать во втором квалификационном раунде Лиги чемпионов, а клубы, занявшие третье и четвёртое места, — во втором отборочном раунде Лиги Европы. «Ветра» (2-е место) из-за финансовых проблем не получила лицензию УЕФА, место в Лиге Европы отошло занявшему 5-е место «Таурасу» (стартовал с первого отборочного раунда).

## Турнирная таблица
| М | Команда          | И  | В  | Н  | П  | Мячи    | ±   | О  | Примечания                                          |
| - | ---------------- | -- | -- | -- | -- | ------- | --- | -- | --------------------------------------------------- |
| 1 | Экранас          | 28 | 18 | 9  | 1  | 58 − 20 | +38 | 63 | 2-й квалификационный раунд Лиги чемпионов 2010/11   |
| 2 | Ветра            | 28 | 16 | 9  | 3  | 55 − 22 | +33 | 57 | не прошёл лицензирование УЕФА                       |
| 3 | Судува           | 28 | 14 | 11 | 3  | 55 − 22 | +33 | 53 | 2-й квалификационный раунд Лиги Европы УЕФА 2010/11 |
| 4 | Шяуляй           | 28 | 13 | 3  | 12 | 40 − 34 | +6  | 42 | 2-й квалификационный раунд Лиги Европы УЕФА 2010/11 |
| 5 | Таурас           | 28 | 10 | 8  | 10 | 26 − 22 | +4  | 38 | 1-й квалификационный раунд Лиги Европы УЕФА 2010/11 |
| 6 | Банга            | 28 | 7  | 6  | 15 | 25 − 49 | −24 | 27 |                                                     |
| 7 | ЛККА ир Теледема | 28 | 4  | 3  | 21 | 19 − 63 | −44 | 15 |                                                     |
| 8 | Круоя            | 28 | 2  | 7  | 19 | 24 − 70 | −46 | 13 |                                                     |

И — игры, В — выигрыши, Н — ничьи, П — проигрыши, Мячи — забитые и пропущенные голы, ± — разница голов, О — очки

Комментарии:
1. ↑  В финале Кубка Литвы 2009/10 встречались «Экранас» и «Ветра». Места в Лиге Европы были распределены на основании таблицы чемпионата.